# Live (album în concert de Patricia Kaas)
Live este cel de-al patrulea album în concert al cântăreței franceze Patricia Kaas.

## Conținut
- Primul disc — „Ce sera nous”

1. „Ce Sera Nous” (intro);
2. „La Clé”;
3. „Si Tu Rèves”;
4. „D'Allemagne”;
5. „Une Femme comme une autre”;
6. „Mon Chercheur d'or”;
7. „Entrer dans la lumière”;
8. Medley — „Kennedy Rose”, „Quand Jimmy dit” și „Regarde les riches”;
9. „Mon mec à moi”;
10. „Quand j'ai peur de tout”;
11. „Une Fille De L'Est”;
12. „Mademoiselle chante le blues”;
13. „Avec Le Temps”;

- Discul secund — Les chansons commencent

1. „Ouverture”
2. „Entrer dans la lumière”
3. „Ceux qui n'ont rien”
4. „Je voudrais la connaître”
5. „Ma liberté contre la tienne”
6. „Il me dit que je suis belle”
7. „Les hommes qui passent”
8. „Dark intro”
9. „Le mot de passe”
10. „Les éternelles”
11. „J'attends de nous”
12. „Les chansons commencent”
13. „L'aigle noir”